# 小宮山常吉
小宮山 常吉（こみやま つねきち、1882年（明治15年）10月18日 - 1974年（昭和49年）4月24日）は、明治から昭和期の実業家、政治家。参議院議員（1期）。

## 経歴
山梨県西山梨郡甲府若松町（現甲府市若松町）で小宮山栄兵衛の長男として生まれる。甲府市立小学校高等科を卒業。甲府市内の河内屋古着店に勤める。1902年（明治35年）に上京し家具販売業を創業し、のち鉄鋼原料商を営んだ。1928年（昭和3年）に長男英蔵が屑鉄・スクラップ業の小宮山商店を創業し、英蔵は常務取締役として、のちの平和相互銀行を中心とする「小宮山コンツェルン」の基礎を築いた。
機械製造販売業も営み、足立鋼管社長、足立産業社長、昭和鋼管社長、協同証券重役、小島特殊機械製作所重役、大洋観光重役、京浜ホテル重役、日本金銀糸工業重役などを務めた。太平洋戦争（大東亜戦争）中には朝鮮、満洲国などに事業を拡大し、鋼材・機械工具などの製造販売を行った。
1947年（昭和22年）4月の第1回参議院議員通常選挙に山梨県地方区から無所属で出馬して当選し、参議院議員に1期在任した。この間、参議院弔詞案起草に関する特別委員長などを務めた。
1959年（昭和34年）武蔵野開発代表となり、晩年は平和相互銀行会長を務めた。
1966年（昭和41年）春の叙勲で勲三等旭日中綬章受章。
1974年（昭和49年）4月24日死去、91歳。死没日をもって勲二等瑞宝章追贈、従四位に叙される。

## 親族
- 長男 小宮山英蔵（平和相互銀行創立者）[1]
- 二男 小宮山精一（平和相互銀行社長）[1]
- 三男 小宮山重四郎（衆議院議員）[1]